# Алексей III Великий Комнин
Алексей III Великий Комнин (греч. Αλέξιος Γ΄ Μέγας Κομνηνός, 5 октября 1338 — 20 марта 1390) — император Трапезунда.

## Биография

### Правление
Алексей был сыном трапезундского императора Василия Великого Комнина от Ирины Трапезундской, законность женитьбы на которой была оспорена константинопольским патриархом; при рождении он получил имя Иоанн. После смерти Василия в 1340 году трон заняла его первая жена Ирина Палеологиня, которая выслала Ирину Трапезундскую и всех детей своего покойного мужа в Константинополь. В результате Иоанн вырос при византийском дворе.
В 1349 году византийский император Иоанн VI Кантакузин отправил 11-летнего Иоанна в Трапезунд, чтобы заменить им правившего там в то время Михаила, отправленного туда противниками византийского императора в недавно завершившейся гражданской войне. 22 декабря 1349 года Иоанн прибыл в Трапезунд, и местная знать во главе с великим дукой Никитой Схоларием тут же признала его императором, а Михаила заставили постричься в монахи. 21 января 1350 года Иоанн короновался под именем «Алексей III». Так как император был ещё слишком юн, реальная власть оказалась в руках местной знати, представители которой начали воевать друг с другом из-за власти. В столице стало небезопасно, и Алексей перебрался в приморский замок Триполис.
Свергнутый император Михаил был сослан в Константинополь, и 20 сентября 1351 года Алексей III женился на Феодоре Кантакузине, родственнице византийского императора.
Молодого императора поддержали мать, а также ряд придворных и военных, включая Михаила Панарета. Силы императора один за другим покоряли непокорных феодалов. С окрестными мусульманскими правителями удалось установить мирные отношения благодаря заключению их браков с членами императорской фамилии — так, сестра императора Мария была выдана замуж за правителя Ак-Коюнлу Фахр уд-Дин Кутлуг-бека.
Улучшение положения императора привело к тому, что он перестал нуждаться в поддержке «делателя королей» Никиты Схолария. В июне 1354 великий дука был вынужден бежать в Керасунду, откуда в марте 1355 года попытался атаковать Трапезунд, однако мятежники осознали, что шансов на победу нет, и отменили экспедицию. Воспользовавшись отсутствием Никиты, Алексей с небольшими силами захватил Керасунду. Императорская кавалерия вынудила сдаться последнюю крепость, сохранявшую лояльность великому дуке, а Никита и его сторонники были доставлены в Трапезунд, где «делатель королей» и скончался в 1360 году. Так завершилось длившееся полтора десятка лет смутное время.

### Внешняя политика

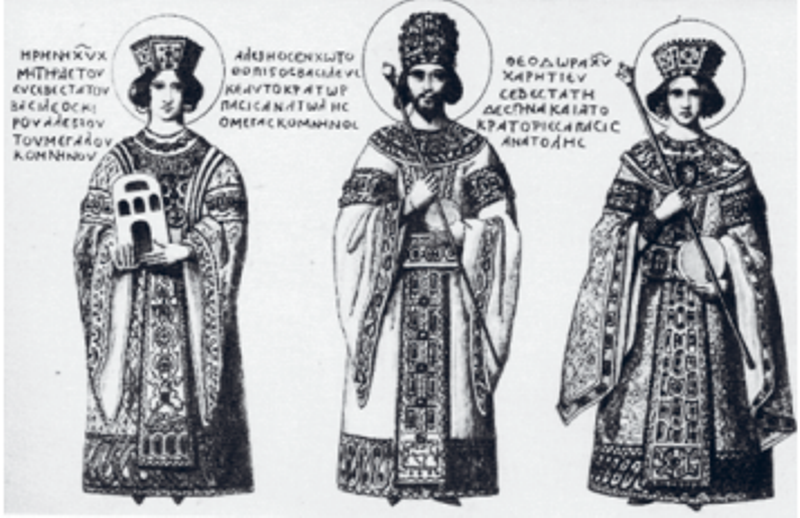
Копия фрески Шарля Тексье из монастыря Теоскепастос: в центре – Алексей III, по левую руку от него – супруга Феодора Кантакузина, по правую – мать Ирина

После этого Алексей попытался укрепить границы с турками, но в 1355 году потерпел крупное поражение, однако сумел уйти после битвы живым. Тогда он перешёл к политике дипломатического улаживания конфликтов, и оказался в этом деле более успешен: так, вражду с Хаджи Умаром из Чалыбии удалось прекратить, организовав его свадьбу с Феодорой — сестрой Алексея.
В 1363 году знать попыталась свергнуть Алексея, но попытка провалилось. Митрополит Нифонт был свергнут за его участие в заговоре и умер в монастыре в следующем году. Он был заменен сторонником императора Иоанном Лазаропулосом, который стал митрополитом Трапезунда под монашеским именем Иосифа. Несмотря на свою победу, Алексей постарался и здесь решить дело компромиссом, подтвердив права благородных семейств на принадлежащие тем земли.
С 1349 года генуэзцы владели крепостью Леонкастрон, благодаря чему контролировали практически всю внешнюю торговлю Трапезунда. Для борьбы с ними Алексей попытался использовать их старую вражду с венецианцами и в 1364 году подтвердил старые привилегии венецианцев, а также предоставил им место для складов, однако венецианцы предпочли договориться с генуэзцами.
В 1376—1377 годах венецианцы договорились с владетелем Добруджанского княжества Добротицей о том, что на трапезундский трон будет возведён его зять Михаил Палеолог — сын византийского императора Иоанна V; однако Михаил был убит своим болгарским шурином, и экспедиция не состоялась.
Во время своего долгого правления Алексей III отремонтировал городские укрепления и здания, даровал немало денег нескольким монастырям, особенно Панагия Сумела, и основал монастырь Дионисиат на Афоне. Историк Энтони Брайер объясняет эту щедрость тем, что император до этого провел серию конфискация имущества своих противников.
Когда Алексий III умер 20 марта 1390 года, его сменил его сын Мануил III.

## Семья и дети
Алексей III был женат на Феодоре Кантакузине, родственнице византийского императора. У них было 6 детей:
- Анна (1357 — после 1406), которая вышла замуж за грузинского царя Баграта V
- Василий (1358—1377)
- Мануил III Великий Комнин (1364—1417), женился на Гулкан-Евдокии, дочери грузинского царя Давида IX
- Евдокия, сначала вышла замуж за эмира Лимнии Таджеддина, а потом — за сербского магната Константина Драгаша
- Мария, которая вышла замуж за эмира Халибии Сулеймана-бея
- дочь, которая вышла замуж за эмира Эрзинджана Мутаххартена
- дочь, которая вышла замуж за Кара Османа, правителя Ак-Коюнлу

Также у Алексея III было два незаконнорождённых сына:
- Андроник (1355—1376), который женился на Гулкан-Евдокии, дочери грузинского царя Давида IX, но вскоре был убит, после чего Гулкан-Евдокия вышла замуж за его брата Мануила
- Иоанн